# Grote Prijs van Rhodos
De Grote Prijs van Rhodos is een eendagswielerwedstrijd die sinds 2017 jaarlijks wordt verreden op het eiland Rhodos in Griekenland en deel uitmaakt van de UCI Europe Tour, met de categorie 1.2. De eerste editie werd gewonnen door Alan Banaszek. De wedstrijd vormt een drieluik met Visit South Aegean Islands en de Ronde van Rhodos die beide eveneens in maart worden verreden.

## Lijst van winnaars

### Overwinningen per land
| Overwinningen | Land                             |
| ------------- | -------------------------------- |
| 4             | Noorwegen                        |
| 2             | Polen                            |
| 1             | Italië, Servië, Verenigde Staten |

2005 · 
2006 · 
2007 · 
2008 · 
2009 · 
2010 · 
2011 · 
2012 · 
2013 · 
2014 · 
2015 · 
2016 · 
2017 ·
2018 ·
2019 ·
2020 ·
2021 ·
2022 ·
2023 ·
2024 ·
2025
Belangrijkste etappewedstrijden

Internationaal Wegcriterium · Driedaagse Brugge-De Panne · Ronde van de Alpen · Vierdaagse van Duinkerke · Ronde van Beieren · Ronde van Noorwegen · Ronde van België · Ronde van Luxemburg · Ronde van Oostenrijk · Ronde van Wallonië · Ronde van Burgos · Ronde van Denemarken · Arctic Race of Norway · Ronde van Groot-Brittannië
Belangrijkste eendaagse wedstrijden

Trofeo Laigueglia · GP Lugano · GP Nobili Rubinetterie · Dwars door Vlaanderen · Scheldeprijs · Brabantse Pijl · GP Kanton Aargau · Brussels Cycling Classic · GP Fourmies · Primus Classic Impanis-Van Petegem · Ronde van de Drie Valleien · Milaan-Turijn · Ronde van Piemonte · Ronde van het Münsterland · Ronde van Emilia · Parijs-Tours · GP Bruno Beghelli